# Mythimna ogasawarae
Mythimna ogasawarae là một loài bướm đêm trong họ Noctuidae.